# Коинијак
Коинијак (фр. Cohiniac) насеље је и општина у северозападној Француској у региону Бретања, у департману Приморје која припада префектури Сен Бријек.
По подацима из 2011. године у општини је живело 400 становника, а густина насељености је износила 32,63 становника/km². Општина се простире на површини од 12,26 km². Налази се на средњој надморској висини од 182 метара (максималној 246 m, а минималној 139 m).

## Демографија
| 1962. | 1968. | 1975. | 1982. | 1990. | 1999. | 2011. |
| ----- | ----- | ----- | ----- | ----- | ----- | ----- |
| 397   | 408   | 393   | 390   | 370   | 351   | 400   |

График промене броја становника у току последњих година